# Ana Leopoldovna
Ana Leopoldovna (rusko: А́нна Леопо́льдовна), velika kneginja, mati in regentka ruskega carja Ivana VI., * 18. december 1718 (7. december, ruski koledar), Rostock, † 18. marec (7. marec) 1746, Holmogory (ob Severni Dvini).
Ana Leopoldovna je bila hčerka vojvode Karla Leopolda von Mecklenburg in njegove tretje žene Katarine Ivanovne (sestre ruske carice Ane Ivanovne) in je ob rojstvu imela ime Elizabeta Katarina Kristina von Mecklenburg (-Schwerin). Ime Ana Leopoldovna je prevzela ob prestopu v pravoslavno vero, potem ko je njena mati zapustila moža in se z njo vrnila v Rusijo. V Petrogradu se je poročila s knezom Antonom Ulrikom von Braunschweig-Wolfenbüttel, nečakom cesarja Karla VI. Njunega dvomesečnega sina je carica Ana Ivanova tik pred smrtjo imenovala za svojega naslednika, carja Ivana VI., in postavila za njegovega regenta svojega zaupnika in ljubimca Birona (Ernst Johann von).
Nekaj tednov kasneje so nekateri člani nemške klike na ruskem dvoru, ki sta jih vodila poveljnik vojske Münnich (Burkhard Christoph grof von) in zunanji minister Ostermann (Heinrich Johann Friedrich), zaprli Birona ter za regentko imenovali Ano Leopoldovno in sami prevzeli osrednje vloge v njeni vladi. Toda Nemci so bili v Rusiji že dolgo osovraženi. Ko so si z medsebojnimi nesoglasji oslabili položaj, je priložnost izkoristila hčerka Petra Velikega, Elizabeta, in s pomočjo dvorne garde in vojske v noči od 5. na 6. december (24. na 25. november) na nekrvav način prevzela oblast. Ano, njeno družino in sodelavce je dala zapreti. Kasneje so mladoletnega carjeviča Ivana zaprli v trdnjavo Šlisselburg na otoku pri iztoku Neve iz Ladoškega jezera, Ano Leopoldovno, njenega moža in ostale otroke pa izgnali v Holmogory, 75 km jugovzhodno od Arhangelska, kjer je Ana leta 1746 umrla.